# Хафстедлер, Ширли
Ширли Энн Маунт Хафстедлер (англ. Shirley Ann Mount Hufstedler; 24 августа 1925, Денвер, штат Колорадо, США — 30 марта 2016, Глендейл, штат Калифорния, США) — американский государственный деятель, министр образования США (1979—1981).

## Биография
Родилась в семье выходцев из Германии, которые стали одними из первых колонистов в Миссури. Ее отец работал в строительстве, и в годы «Великой депрессии» семье приходилось часто переезжать, чтобы он мог найти работу. В результате, начиная со второго класса, девочка постоянно меняла школы и города. 
В 1945 г. окончила баклавириат Университета Нью-Мексико, а в 1949 г. — магистратуру юридического факультета Стэнфордского университета.
Первоначально ее карьера складывалась непросто, поскольку женщин-юристов на тот период было крайне мало и она была вынуждена готовить документы для коллег-мужчин. Свою собственную юридическую практику ей удалось открыть в 1951 г. Затем она перешла на работу в прокуратуру, являлась специальным юрисконсультом генерального прокурора штата Калифорния в сложном судебном процессе реки Колорадо в Верховном суде США с 1960 по 1961 г. В 1961 г. она была назначена судьей Верховного суда округа Лос-Анджелес, став единственной женщиной в сообществе местных судей из 119 человек.
В 1966 г. она была назначена младшим судьей Калифорнийского апелляционного суда. В 1968 г. получило президентское назначение в состав 9-го Калифорнийского апелляционного суда, став второй женщиной в истории США на таком посту. В определенный период была единственной женщиной, которая служила среди примерно 100 федеральных судей по всей стране.
В 1979—1981 гг. — министр образования США в администрации Джимми Картера. Основное внимание уделяла политике распределения полномочий между федеральными и региональными уровнями управления отраслью и качеству образования. 
После отставки вернулась в частную юридическую практику. Была партнером фирмы Hufstedler & Kaus, позже объединившийся в Morrison & Foerster. Также преподавала право в ведущих университетах Соединенных Штатов, в частности, в Калифорнийском университете, Айовском университете и Вермонтском университете. В 1992 г. являлась приглашенным доцентом Стэнфордского университета, а в 1996 г. — колледжа Св. Екатерины Оксфордского университета.
Была членом попечительских советов, правлений и выездных комитетах большого числа фондов, учреждений, корпораций и университетов. Более 20 американских университетов присвоили ей степень почетного доктора наук, также она была удостоена множества престижных общественных наград и премий. Стала первой женщиной в Совете Американского института права. Была представлена на коллекционных карточках Supersisters.
Похоронена на мемориальном кладбище Форест-Лаун в Глендейле.